# Socialistiska partiet (franskspråkiga Belgien)
Socialistiska partiet (fr: Parti socialiste, PS) är ett socialdemokratiskt parti i Belgien. Partiet bildades 1978 genom att Belgiska socialistpartiet delades i ett flamländskt (Socialistische Partij - sedan 2001 kallat Annorlunda Socialistpartiet, SP.A) och ett fransktalande parti (PS). 
Politiskt har PS varit mer traditionellt socialistiskt än SP.A. De båda systerpartierna har även företrätt olika uppfattningar rörande regional-, försvars- och utrikespolitik.
Partiet är verksamt i Vallonien och regionen Bryssel, där man ofta varit det största partiet, tack vare stöd från låg- och medelinkomsttagare och från "icke-praktiserande katoliker".
I parlamentsvalet 2024 fick PS 16 mandat i representanthuset och 7 senatorer.

## Partiledare
- André Cools, 1978-1981
- Guy Spitaels, 1981-1992
- Philippe Busquin, 1992-1999
- Elio Di Rupo, 1999-2019
- Paul Magnette, 2019-